# Sławomir Kończak
Sławomir Kończak (ur. 22 sierpnia 1929 w Bydgoszczy, zm. 23 września 2019) – polski specjalista w dziedzinie fizyki, technologii i elektroniki ciała stałego, prof. dr hab.

## Życiorys
Studiował na Wydziale Matematycznym i Przyrodniczym Uniwersytetu Poznańskiego, w 1975 otrzymał stopień doktora habilitowanego, w 1985 nadano mu tytuł profesora nadzwyczajnego. Objął stanowisko profesora zwyczajnego w Instytucie Elektroniki na Wydziale Automatyki, Elektroniki i Informatyki Politechniki Śląskiej.
Zmarł 23 września 2019.

## Odznaczenia
- Medal Komisji Edukacji Narodowej[1]
- Krzyż Oficerski Orderu Odrodzenia Polski[1]